# Útěchov (okres Svitavy)
Útěchov (německy Uttigsdorf) je obec v okrese Svitavy. Leží 2 km jižně od Moravské Třebové v údolí, které se táhne od jihu na sever a kterým protéká říčka Třebůvka. Rozkládá se na 545 ha. Žije zde 350 obyvatel.

## Historie
První písemná zmínka o obci pochází z roku 1365. Až do odsunu Němců v roce 1945/46 byla vesnice obydlena pouze Němci; ležela na území německého hřebečského jazykového ostrova. Noví osídlenci po roce 1945 přicházeli převážně z Boskovicka, Žďárska a Prostějovska. Zajímavostí je, že je zde jako v jedné z mála obcí v okolí převládající národnost moravská.

## Pamětihodnosti
- Zděná zvonice se zvonem

## Galerie

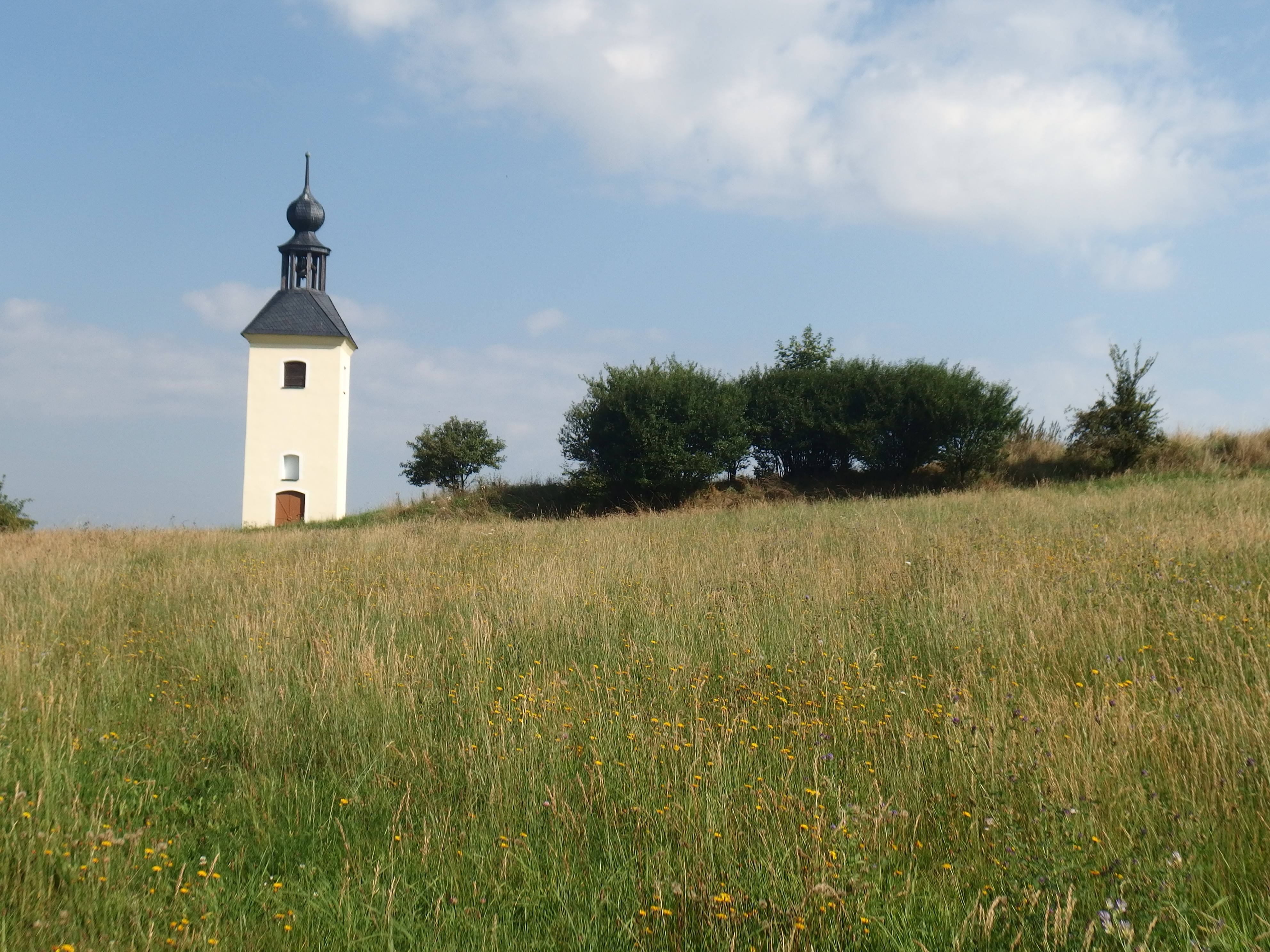
Zvonice nad obcí
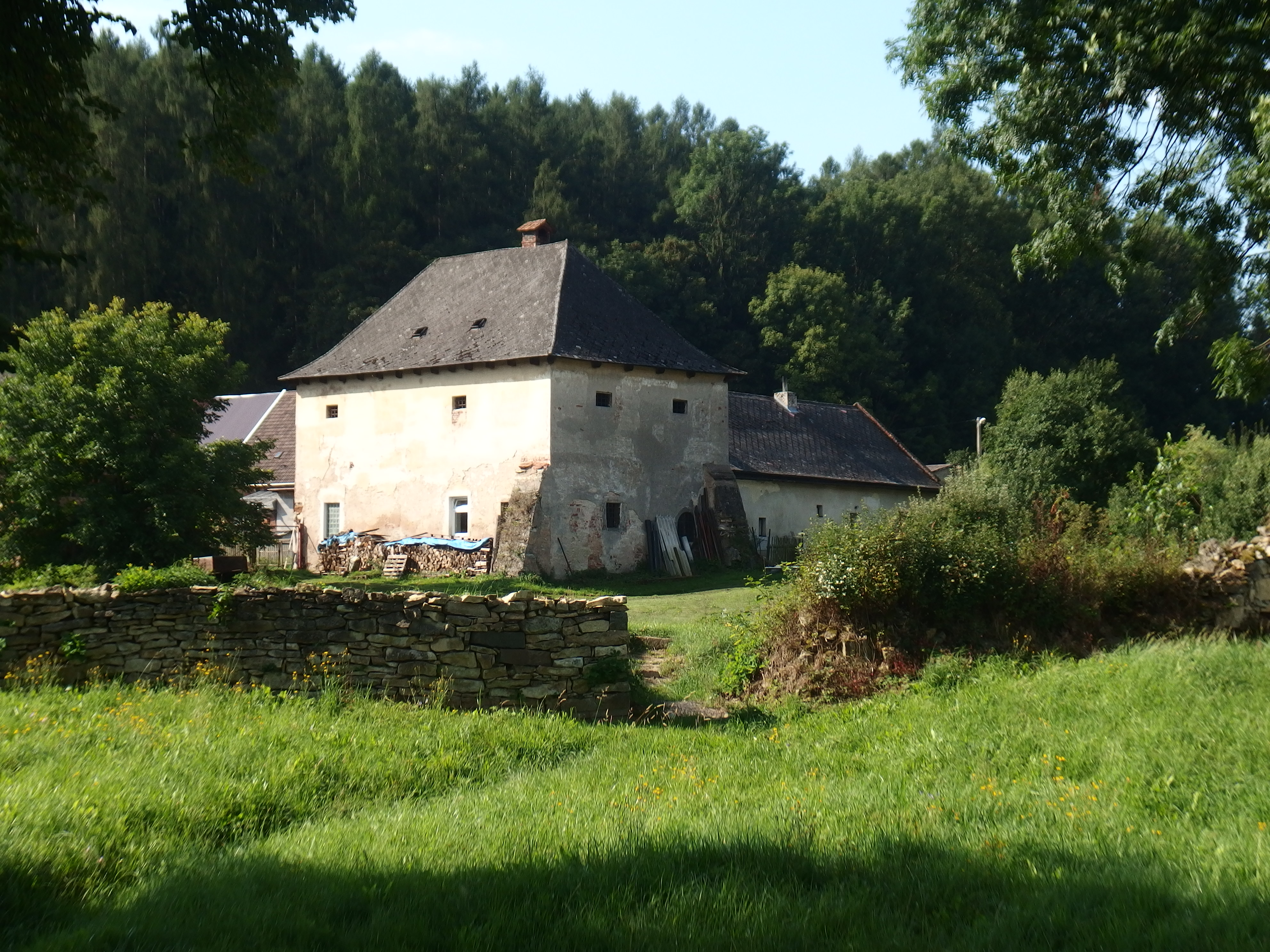
Památkově chráněná usedlost č. p. 13
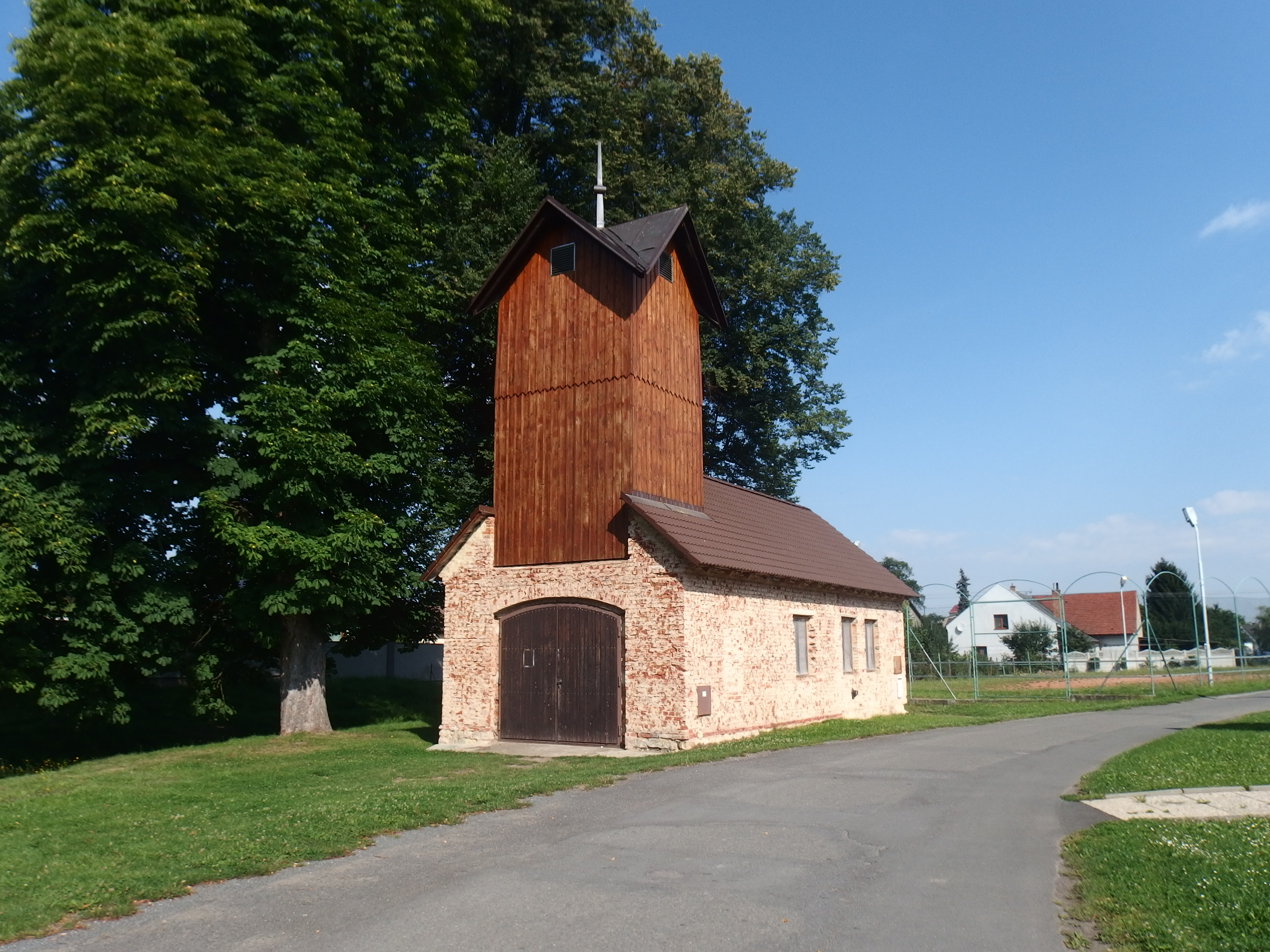
Hasičská zbrojnice
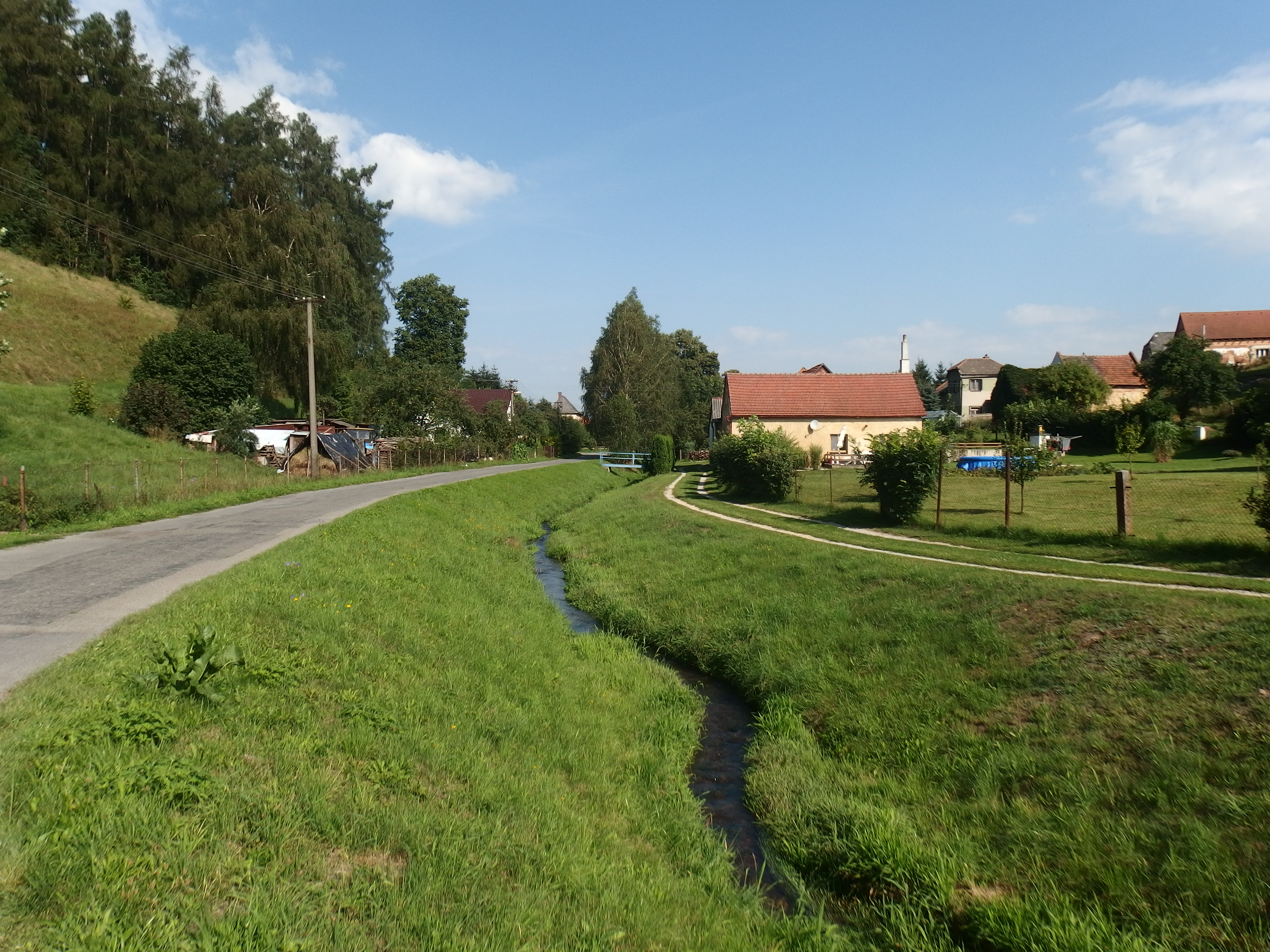
Cesta kolem Třebůvky